# Кінногренадери

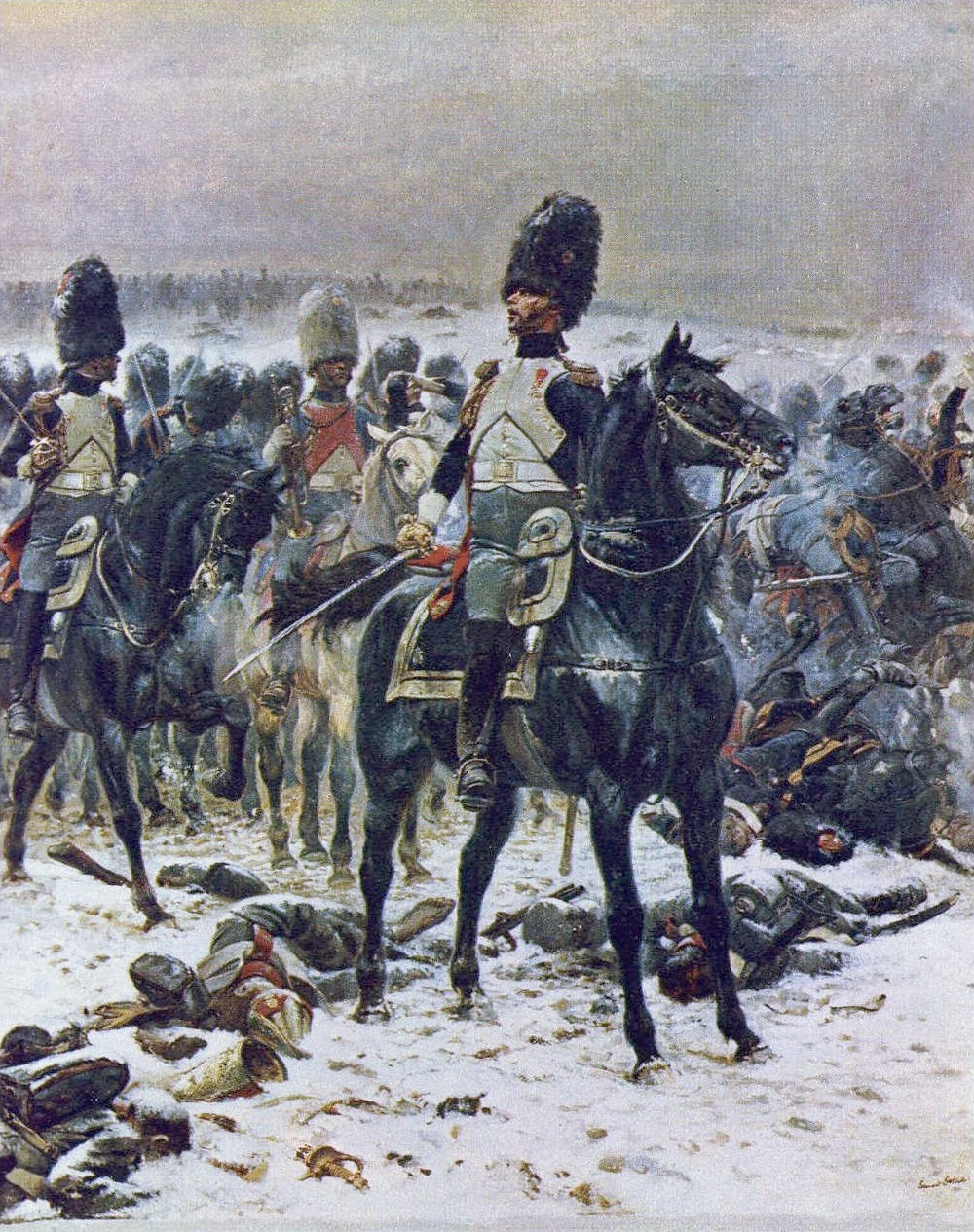
Французькі гвардійські кінногренадери, 1807 рік.

Кінногренадери, кінні гренадери — елітні частини європейської кінноти, які спочатку призначалися для штурму ворожих укріплень, переважно в облогових операціях. Кінногренадери озброювалися ручними гранатами («гренадами») і вогнепальною зброєю. Відповідали гренадерам у піхоті.

## Розвиток
Рота кінних гренадерів Синьої свити, що входила до гвардії Королівського дому, була утворена в 1676 р. за наказом Людовика XIV. Її чисельність в різний час становила від 88 до 150 вершників. Ця рота була призначена для того, щоб у поході рухатися в авангарді кінних військ Королівського дому, прокладаючи їм дорогу. Це був підрозділ змішаного призначення, у міру необхідності, він міг бути використаний як в кінному строю під час польових битв так і у пішому строю, очолюючи частини, які штурмували укріплення. В останньому випадку гренадери повинні були кидати ручні гранати. Ця рота була єдиною серед кінних частин Королівського дому, до якої могли бути зараховані люди недворянського походження. До розформування роти в 1776 р. її квартири розташовувалися в Вітрі-ле-Франсуа, поблизу Версаля.

## Кінногренадери в Російській імперії
Кінногренадери в Російській імперії існували з 1705 р., коли, за пропозицією фельдмаршала Огільві, Петро Перший наказав мати при кожному драгунському полку 1 гренадерську роту. У 1709 р. всі ці роти зведені в 3 драгунських гренадерських полки. У 1756 р. засновано 6 кінногренадерських полків, які в 1763 р. перейменовано в карабінерні. Потім Кінногренадерів не було до 1790 р., коли Потьомкін назвав кінногренадерським малоросійський полк (потім 40-й драгунський малоросійський). Павло I перейменував його в кірасирський. Після цього кінногренадерів у Росії не було до 1831 р. Див Кінногренадерський лейб-гвардії полк.

## XIX століття
- Британських гренадерів відрізняли парадні високі ведмежі шапки.
- У Пруссії та Австрії кінногренадери були скасовані у XVIII столітті.